# Theodore Bikel
Theodore Bikel, född 2 maj 1924 i Wien, Österrike, död 21 juli 2015 i Los Angeles, Kalifornien,   var en österrikiskfödd amerikansk skådespelare, känd som karaktärsskådespelare och tolkare av folkmusik från hela världen. Bikel gjorde ett stort antal skivinspelningar. Hans specialitet var judisk folkmusik från Östeuropa framförd på jiddisch.

## Biografi
Med aktiva sionister som föräldrar döptes han efter Theodor Herzl, den moderna sionismens grundare. Vid nazisternas ockupation av Österrike flyttade familjen till dåvarande Brittiska Palestinamandatet där familjen genom sina sionistiska kontakter fick brittiska pass.
Bikel inledde sin karriär redan som tonåring och var med och grundade Cameri-teatern - med tiden blivit en av Israels största teatrar – innan han 1945 flyttade till London för att börja vid Royal Academy of Dramatic Art. År 1948 rekommenderade Michael Redgrave honom till sin vän Laurence Olivier för roller vid premiären av Tennessee Williams A Streetcar Named Desire, vilket ledde till hans genombrott som skådespelare.
Efter flera filmer och skådespel i Europa flyttade Bikel till USA år 1954 och blev amerikansk medborgare 1961. Där spelade han med stor framgång i en lång rad filmer och skådespel och stod år 2010, som 86-åring fortfarande på scenen.
På 1950-talet spelade Bikel in ett antal album med judisk folkmusik, och 1959 startade han tillsammans med Pete Seeger och Georg Wein the Newport Folk Festival, och öppnade det första folkmusikkaféet i Los Angeles.
Vid sidan av sina framträdande på film och teater var Bikel också ofta gäst i populära amerikanska TV-shower.
Vid sidan av sin gärning som skådespelare och folksångare spelade Bikel även en roll i den fackliga verksamheten för artister. Han var också medlem av Mensa International, en sammanslutning för personer med extremt hög IQ.

## Filmografi i urval
- 1951 – Afrikas drottning
- 1953 – Kidnappers - skogarnas folk
- 1954 – Kärlekslotteriet
- 1954 – Ni tog mitt barn
- 1955 – Operation Tirpitz
- 1955 – Mästerrymmarna på Colditz
- 1957 – Fienden i djupet
- 1957 – Stolthet och passion
- 1957 – Vinskörden
- 1958 – Kedjan
- 1958 – I bury the living
- 1958 – Jag vill leva!
- 1959 – Intrig i Aten
- 1959 – Lågor över vildmarken
- 1959 – Blå ängeln
- 1960 – Pojken och hunden
- 1964 – My Fair Lady
- 1965 – Kalaharis glödande sand
- 1966 – Ryssen kommer! Ryssen kommer!
- 1966 – Noon Wine
- 1968 – Sweet November
- 1971 – 200 Motels
- 1972 – The Little Ark
- 1975 – Murder on Flight 502
- 1976 – Slaget om Entebbe
- 1976 – Lilla huset på prärien (TV-serie), avsnittet Centennial
- 1977 – Columbo (TV-serie), avsnittet The Bye-Bye Sky High I.Q. Murder Case
- 1980 – Sagan om konungens återkomst
- 1986 – Very Close Quarters
- 1989 – Dark Tower
- 1991 – Catherines dröm - Memories of Midnight
- 1992 – Kris i Kremlin
- 1992 – Blod är tjockare än vatten
- 1997 – Shadow Conspiracy
- 2002 – Crime and Punishment
- 2007 – The Little Traitor

## Teater

### Roller
| År   | Roll                   | Produktion            | Regi           | Teater                          |
| ---- | ---------------------- | --------------------- | -------------- | ------------------------------- |
| 1955 | Robert de Beaudricourt | The Lark Jean Anouilh | Joseph Anthony | Longacre Theatre, New York, USA |

## Diskografi
- Songs of a Russian Gypsy (1958)
- Bravo Bikel (1959)
- Songs of Russia Old & New (1960)
- A Folksinger's Choice (1964)
- Songs of the Earth (1967)
- A New Day (1969)
- Folk Songs From Just About Everywhere (1958)